# ジェイソン・ハイ
ジェイソン・ハイ（Jason High、1981年10月12日 - ）は、アメリカ合衆国の男性総合格闘家。ミズーリ州カンザスシティ出身。アメリカン・トップチーム所属。

## 来歴
幼少時よりレスリングを経験。ネブラスカ大学在学中の2005年に総合格闘技の練習を始め、同年9月にプロデビュー。
2009年1月24日、Affliction: Day of Reckoningでジェイ・ヒエロンと対戦し、左フックでKO負け。デビュー以来の連勝が7でストップした。
2009年4月5日、DREAM初参戦となったDREAM.8のウェルター級（-76kg）グランプリ1回戦で白井祐矢と対戦し、チョークスリーパーで一本勝ち。7月20日、DREAM.10のウェルター級グランプリ準決勝でアンドレ・ガウヴァオンに判定勝ちするも、決勝ではマリウス・ザロムスキーに右ハイキックでKO負けを喫し、準優勝となった。
2010年3月31日、UFC初参戦となったUFC Fight Night: Florian vs. Gomiでチャーリー・ブレネマンと対戦し、0-3の判定負け。この1敗でUFCからリリースされた。
2010年12月31日、Dynamite!! 〜勇気のチカラ2010〜で桜井"マッハ"速人と対戦し、2-1の判定勝ちを収めた。

### Strikeforce
2011年6月24日、Strikeforce初参戦となったStrikeforce Challengers 16でクイン・マルハーンと対戦し、3-0の判定勝ちを収め、白星デビューを果たした。
2011年9月23日、Strikeforce Challengers 19でトッド・ムーアと対戦。テイクダウンで圧倒し有利なポジショニングを取り続けて3-0の判定勝ちを収めた。

### UFC復帰
2013年6月8日、3年2か月ぶりのUFC参戦となったUFC on Fuel TV 10でエリック・シウバと対戦し、腕ひしぎ三角固めで一本負けを喫した。
2014年6月7日、ライト級転向初戦となったUFC Fight Night: Henderson vs. Khabilovでライト級ランキキング5位のハファエル・ドス・アンジョスと対戦し、パウンドでTKO負け。裁定に納得がいかず試合後にレフェリーを突き飛ばしたためUFCからリリースされた。

## 戦績
| 総合格闘技 戦績 | 総合格闘技 戦績 | 総合格闘技 戦績 | 総合格闘技 戦績 | 総合格闘技 戦績 | 総合格闘技 戦績 | 総合格闘技 戦績 |
| --------------- | --------------- | --------------- | --------------- | --------------- | --------------- | --------------- |
| 26 試合         | (T)KO           | 一本            | 判定            | その他          | 引き分け        | 無効試合        |
| 20 勝           | 5               | 8               | 7               | 0               | 0               | 0               |
| 6 敗            | 4               | 1               | 1               | 0               | 0               | 0               |

| 勝敗 | 対戦相手                     | 試合結果                             | 大会名                                                                       | 開催年月日     |
| ×    | ジョアン・ゼフェリーノ       | 3R 0:51 TKO（右ストレート→パウンド） | WSOF 33: Branch vs. Magalhaes                                                | 2016年10月7日  |
| ○    | マイク・リッチ               | 2R 4:08 TKO（パウンド）              | WSOF 31: Ivanov vs. Copeland                                                 | 2016年6月17日  |
| ○    | エステファン・パーヤン       | 2R 0:47 KO（ハイキック→パウンド）    | WSOF 25: 8-Man Lightweight Tournament                                        | 2015年11月20日 |
| ×    | ハファエル・ドス・アンジョス | 2R 3:36 TKO（左ストレート→パウンド） | UFC Fight Night: Henderson vs. Khabilov                                      | 2014年6月7日   |
| ○    | アンソニー・ラプスリー       | 5分3R終了 判定3-0                    | UFC 167: St-Pierre vs. Hendricks                                             | 2013年11月16日 |
| ○    | ジェームス・ヘッド           | 1R 1:41 ギロチンチョーク             | UFC Fight Night: Condit vs. Kampmann 2                                       | 2013年8月28日  |
| ×    | エリック・シウバ             | 1R 1:11 腕ひしぎ三角固め             | UFC on Fuel TV 10: Nogueira vs. Werdum                                       | 2013年6月8日   |
| ○    | ネイト・ムーア               | 1R 0:26 ギロチンチョーク             | Strikeforce: Rockhold vs. Kennedy                                            | 2012年7月14日  |
| ○    | トッド・ムーア               | 5分3R終了 判定3-0                    | Strikeforce Challengers 19                                                   | 2011年9月23日  |
| ○    | クイン・マルハーン           | 5分3R終了 判定3-0                    | Strikeforce Challengers 16                                                   | 2011年6月24日  |
| ○    | ルディ・ベアーズ             | 1R 0:51 ギロチンチョーク             | Titan Fighting Championship 16                                               | 2011年1月28日  |
| ○    | 桜井"マッハ"速人             | 5分3R終了 判定2-1                    | Dynamite!! 〜勇気のチカラ2010〜                                              | 2010年12月31日 |
| ○    | ケト・アレン                 | 1R 2:08 TKO（パンチ連打）            | Heat XC 6: Bragging Rights                                                   | 2010年10月15日 |
| ○    | ジョーダン・メイン           | 5分3R終了 判定3-0                    | Rumble in the Cage 40                                                        | 2010年8月26日  |
| ×    | チャーリー・ブレネマン       | 5分3R終了 判定0-3                    | UFC Fight Night: Florian vs. Gomi                                            | 2010年3月31日  |
| ×    | マリウス・ザロムスキー       | 1R 2:22 KO（右ハイキック）           | DREAM.10 ウェルター級グランプリ2009 決勝戦 【ウェルター級グランプリ 決勝】   | 2009年7月20日  |
| ○    | アンドレ・ガウヴァオン       | 2R（10分/5分）終了 判定2-1           | DREAM.10 ウェルター級グランプリ2009 決勝戦 【ウェルター級グランプリ 準決勝】 | 2009年7月20日  |
| ○    | 白井祐矢                     | 1R 0:59 チョークスリーパー           | DREAM.8 ウェルター級グランプリ2009 開幕戦 【ウェルター級グランプリ 1回戦】   | 2009年4月5日   |
| ×    | ジェイ・ヒエロン             | 1R 1:04 KO（左フック）               | Affliction: Day of Reckoning                                                 | 2009年1月24日  |
| ○    | マークハイレ・ウェダーバーン | 1R 0:45 ギロチンチョーク             | Iroquois MMA Championships 4                                                 | 2008年6月21日  |
| ○    | トロイ・アッカー             | 1R 0:24 KO（パンチ）                 | Gladiator Challenge 74: Evolution                                            | 2008年2月16日  |
| ○    | ジェイ・ダイアモンド         | 1R 1:41 ギロチンチョーク             | International Gladiator Championships                                        | 2007年11月10日 |
| ○    | ケヴィン・バーンズ           | 2R終了時 TKO（ドクターストップ）     | VFC 18: Hitmen 【VFCウェルター級タイトルマッチ】                             | 2007年2月16日  |
| ○    | ジェームス・ギブゥー         | 2R 0:56 チョークスリーパー           | MCC 3: Mayhem                                                                | 2006年5月20日  |
| ○    | ブライス・ティーガー         | 5分3R終了 判定3-0                    | VFC 12: Warpath                                                              | 2006年2月25日  |
| ○    | ショウ・ウエストブルック     | 2R 2:50 チョークスリーパー           | All Fighting Championships 3: Impact                                         | 2005年9月24日  |

## 獲得タイトル
- VFCウェルター級王座（2007年）